# Horacio Ernesto Benites Astoul
Horacio Ernesto Benites Astoul (3 de novembro de 1933 - 25 de maio de 2016) foi um prelado da Igreja Católica. Ele serviu como bispo auxiliar de Buenos Aires de 1999 a 2008. Benites morreu no dia da Revolução de Maio de 2016 em Buenos Aires.

## Vida
Nascido em Buenos Aires, Benites Astoul foi ordenado sacerdote em 22 de setembro de 1962.
Em 16 de março de 1999, foi nomeado bispo auxiliar de Buenos Aires e bispo titular de Lamzella.
Benites Astoul recebeu sua consagração episcopal no dia 1º de maio de 1999 de Jorge Mario Bergoglio, arcebispo de Buenos Aires, futuramente Papa Francisco, com o bispo auxiliar de Buenos Aires, Mario José Serra, e o bispo auxiliar emérito de Buenos Aires, Guillermo Leaden, servindo como co-consagradores.
Em 1º de dezembro de 2008, o Papa Bento XVI aceitou sua renúncia, em razão de sua idade.
Horácio faleceu em 25 de maio de 2016 aos 82 anos de idade.